# 小さな手紙
「小さな手紙」（ちいさなてがみ）は、2000年8月23日、橋幸夫、舟木一夫、西郷輝彦が「御三家 (G3K)」名義で発表したシングル、またシングルの収録曲。橋は168枚目、舟木は109枚目、西郷は88枚目のシングルとなる。
作詞は白峰美津子、作曲は松本俊明による。2000年8月から9月にNHKの『みんなのうた』で放送された。
橋・舟木・西郷は同年6月1日に、2001年12月31日までの期間限定でユニットを結成し、同年10月から全国ツアーを行うことを発表していた。本楽曲は同ユニットのオリジナル曲となる。

## 収録曲
本作のシングルはビクターエンタテインメント（VIDL-30507）と日本コロムビア（CODA-1898）と日本クラウン（CRDN-697）の3社の競作で発売され、それぞれ2曲目の音源が異なる。
1. 小さな手紙（歌：御三家（G3K））
2. 小さな手紙（ビクターエンタテインメント盤は橋幸夫のソロ、日本コロムビア盤は舟木一夫のソロ、日本クラウン盤は西郷輝彦のソロ）
3. 小さな手紙（カラオケ）

## 収録アルバム
G3K版
- 『NHK みんなのうた 50 アニバーサリー・ベスト 〜おしりかじり虫〜』（2011年4月27日）VICG-60779〜80

橋幸夫版
- 『橋幸夫が選んだ橋幸夫ベスト40曲』（2000年10月4日）VICL-60641〜2

舟木一夫版
- 『舟木一夫全曲集2000〜小さな手紙』（2000年9月1日）COCP-31042
- 『NHK みんなのうた 小さな手紙』（2000年11月18日）COCX-31201
- 『NHK みんなのうた 45周年ベスト曲集』（2006年8月23日）COCX-33843

西郷輝彦版
- 『西郷輝彦全曲集〜星のフラメンコ/君だけを』（2005年7月21日）CRCN-40929